# Đại cung Ananta Samakhom
Đại cung Ananta Samakhom (tiếng Thái: พระที่นั่งอนันตสมาคม Phra Thinang Anantasamakhom) là một đại sảnh hoàng gia đặt tại phức hợp Cung điện Dusit ở quận Dusit, thủ đô Băng Cốc, Thái Lan. Cung do Đức vua Chulalongkorn ủy thác xây dựng từ năm 1908. Hoàn thành năm 1915, sau 5 năm để từ lúc Vua Rama V mất vào năm 1910. Hiện nay, Đại cung Ananta Samakhom là một viện bảo tàng và đôi khi là địa điểm tổ chức những sự kiện cấp nhà nước.
Cung mở cửa cho công chúng mỗi ngày, trừ ngày kỉ niệm Đức vua Chulalongkorn qua đời (23 tháng 10), ngày sinh của Đức vua và Nữ hoàng đang tại vị - Bhumibol Adulyadej (5 tháng 12) và Sirikith (12 tháng 8).

## Lịch sử
Năm 1906, một năm sau khi hoàn thành Cung điện Vimanmek tại khu phức hợp Cung điện Dusit, Đức vua Chulalongkorn (Rama V) đã ủy thác tiếp tục xây dựng một đại sảnh tiếp khách nhằm thay thế cho một công trình đã có trước đó vào thời gian cai trị của Đức vua Mongkut (Rama IV). Sảnh cung do hai kiến trúc sư người Ý là Mario Tamagno và Annibale Rigotti thiết kế theo phong cách kiến trúc Phục hưng và Tân cổ điển. Cẩm thạch của công trình thu thập từ Carrara, Ý cùng với nhiều vật liệu ngoại quốc khác. Điêu khắc gia người Ý Vittorio Novi đã làm việc cho Đại cung cùng với cháu trai của ông, Rudolfo Nolli. Sau này, ông còn tham gia vào chế tác cây cầu Mahadthai Udthit (สะพานมหาดไทยอุทิศ) (còn gọi là cầu Than Khóc).
Đại cung từng là trụ sở hoạt động của Đảng Nhân dân vỏn vẹn 4 ngày trong cuộc Cách mạng Xiêm 1932 (24-27 tháng 7), sự kiện này là một chuyển biến quan trọng trong lịch sử Thái Lan thế kỷ 20, chuyển từ chế độ quân chủ chuyên chế sang quân chủ lập hiến và dân chủ đại nghị. Hội đồng Nhân dân Quốc gia tụ họp lần đầu tiên vào ngày 28 tháng 6 năm 1932 cũng tại sảnh cung này. Sau đó, Đại cung tiếp tục trở thành Trụ sở Nghị viện cho đến năm 1974, khi Nghị viện Thái Lan có thêm trụ sở mới ở phía bắc. Tuy nhiên, Tòa nhà Nghị viện cũ vẫn được sử dụng cho Lễ khai mạc trọng thể khóa họp của Nghị viện, đánh dấu buổi triệp tập đầu tiên sau kết quả của một cuộc tổng tuyển cử trong Hạ viện.

## Ngoại thất
Đại cung là một công trình kiến trúc 2 tầng với một mái vòm lớn (cao 49,5 m) đặt tại trung tâm tòa nhà, xung quanh kèm theo sáu mái vòm nhỏ hơn. Vòm và tường được phủ lên những bức họa của Giáo sư Galileo Chini và Carlo Riguli miêu tả hành trình lịch sử của Vương triều Chakri, từ thế hệ cai trị thứ nhất đến thứ sáu.
Phía trước Đại cung là một không gian rộng lớn có tên Quảng trường Hoàng gia, nổi bật giữa quảng trường là Tượng đài Đức vua Chulalongkorn (Rama V) cưỡi ngựa.

## Nội thất
Hai họa sĩ ngoại quốc Galileo Chini và Carlo Riguli, những nghệ sĩ hoàng gia phục vụ Vua Rama V, đã vẽ nên các bức bích họa trong Đại cung Ananta Samakhom.
Những bức họa này phủ trên trần và vách mái vòm tòa nhà nhằm bày tả lịch sử của Vương triều Chakri. Mái vòm phía bắc để bức tranh Đức vua Rama I chỉ huy quân đội của ông trở về Thái Lan sau chiến thắng trước người Khmer và đăng quang sau đó, trở thành Nhà vua đầu tiên trong Vương triều Chakri. Mái vòm phía đông để bức họa cho thấy những đóng góp của Đức vua Rama II và Rama III về nghệ thuật trong việc quy hoạch những công trình xây dựng thuộc hệ thống đền chùa hoàng tộc. Mái vòm phía nam thể hiện hình ảnh Đức vua Rama V bãi bỏ chế độ nô lệ. Những bức họa về Đức vua Rama IV (Mongkut) được bao quanh bởi nhiều mục sư thuộc các tín ngưỡng tôn giáo khác nhau, hiện diện tại mái vòm phía tây, cho thấy Đức vua ủng hộ tất cả tôn giáo trên khắp Vương quốc. Các bức vẽ treo tường tại sảnh trung tâm thuật lại những nhiệm vụ của Vua Rama V và Rama VI. Những phần còn lại trong sảnh cung được trang trí bằng những tiểu họa chữ lồng của hai Đức vua trên, kể cả các họa tiết trên huy hiệu hoàng gia, như họa tiết chim thần Garuda. Trên ban công tại đại sảnh trung tâm, phủ lên tường vách là những bức tranh trang trí trường phái tân nghệ thuật, với hình ảnh người phụ nữ Âu châu đang nắm giữ tràng hoa.

## Khách viếng thăm

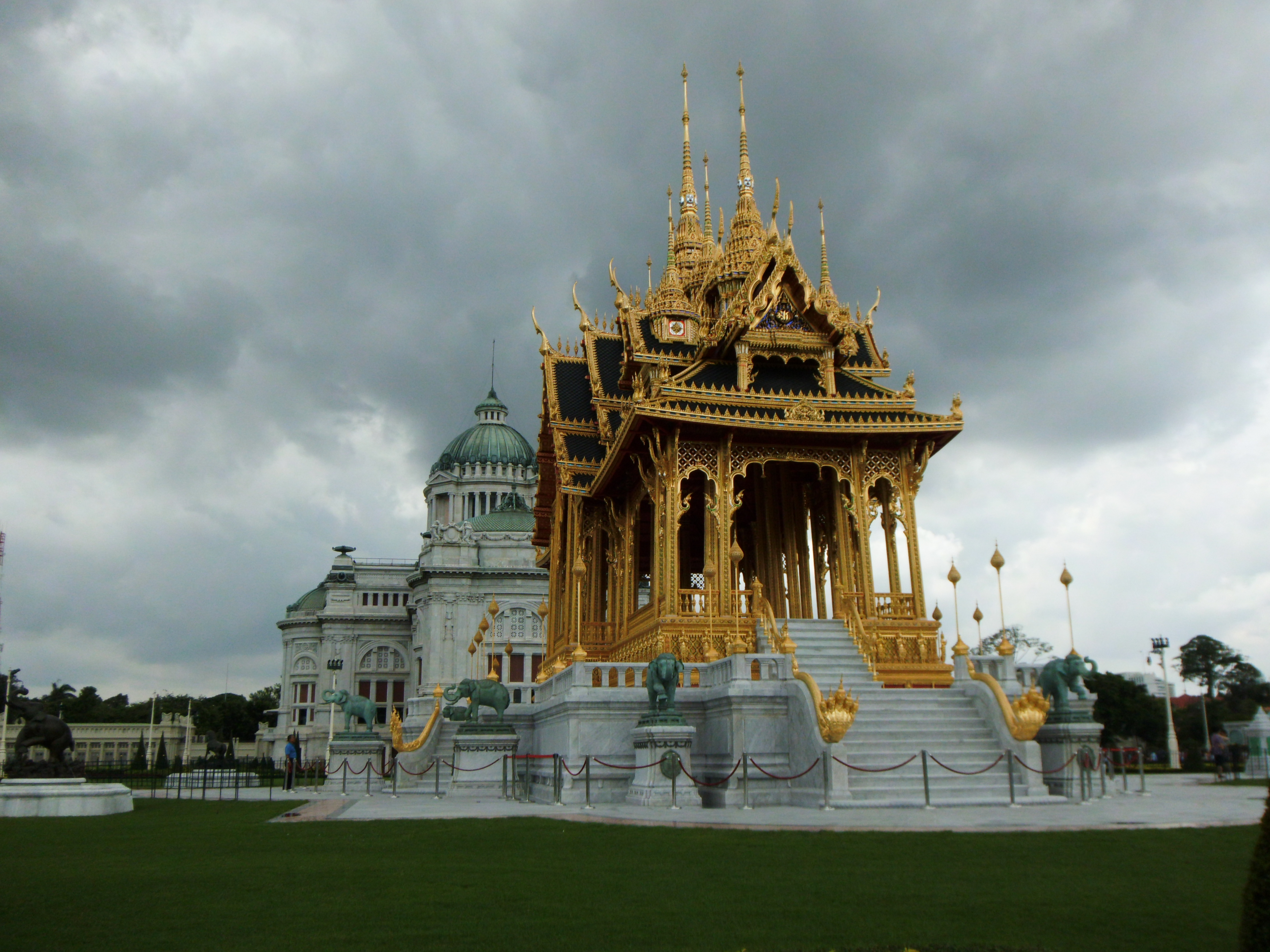
Đài tưởng niệm Thần bảo hộ

Vì Đại cung Ananta Samakhom là tiền sảnh hoàng gia, nên khách viếng thăm Đại cung cần tuân thủ một số quy định, như diện đồ phù hợp, ví dụ: áo sơ mi tay dài (hoặc tay ngắn) và quần dài đối với nam, và váy dài đối với nữ. Còn quần ngắn, quần bò rách rưới, váy ngắn và sơ mi không tay thì bị cấm kỵ. Phụ nữ diện quần dài không được coi là phù hợp. Nếu cần thiết, du khách có thể chi trả để mặc một bộ sarong (trang phục phù hợp ở đây). Tất cả máy ảnh và điện thoại di động phải để trong những tủ khóa có sẵn miễn phí. Khi vào Đại cung du khách cần phải chi trả lệ phí, kể cả khi quý khách đã thanh toán phí khi vào địa bàn Cung điện Dusit. Một chỉ dẫn du lịch ghi âm sẵn có ở một số ngôn ngữ.